# Hieronymus Ostermayer
Hieronymus Ostermayer († 1561) brassói krónikaíró, orgonista.

## Élete
Életéről viszonylag keveset tudunk. Születésének idejét nem ismerjük, szülőhelye vélhetően a bajorországi Scheyern volt. A régebbi szakirodalom szülőhelyeként Nagycsűrt adja meg. Nem tudni, mikor jött Brassóba. 1530-tól valószínűleg haláláig a brassói Mária-templom orgonistája volt. Fia, Georg, szintén orgonista lett, de ő később Németországba ment és ott is halt meg. Hieronymus Ostermayer igen megbecsült orgonista volt Brassóban. 1561-ben hunyt el.

## Művei
- Historien von Hieronymus Ostermayer (1520–1561). In: Quellen zur Geschichte der Stadt Brassó, hg. auf Kosten der Stadt Brassó von dem mit der Herausgabe betrauten Ausschuss, 4. Band, (Chroniken und Tagebücher Erster Band), Brassó, 1903, 496–522; 5. Band (Chroniken und Tagebücher Zweiter Band), 1909, 138–140.

Krónikájában Erdély, Magyarország és a két román fejedelemség 1520 és 1561 közötti eseményeiről tudósít. Műve fontos forrása Brassó 16. századi történelmének is. Halála után egy ismeretlen 1570-ig folytatta krónikáját.

## Magyarul
- Erdélyi krónika 1520–1570 / Dácia rövid krónikája 1143–1571; fordította, az előszót és a jegyzeteket írta Lőkös Péter; Kolozsvár, 2005 (Téka)